# Harry Martinson
Harry Edmund Martinson (Jämshög, 6 de mayo de 1904-Estocolmo, 11 de febrero de 1978) fue un escritor y poeta sueco. Recibió, compartido con su compatriota Eyvind Johnson, el Premio Nobel de literatura en 1974 por una obra poética capaz de abarcar desde una gota de rocío a todo el universo.

## Biografía
Harry Martinson nació el 6 de mayo de 1904 en Jämshög, un pequeño pueblo al sur de Suecia. Era el quinto de siete hermanos, cuando tenía seis años falleció su padre y poco después su madre los abandonó. Fue entregado a la parroquia que se hizo cargo de él y posteriormente adoptado por distintas familias de campesinos para los que trabajó duramente y por los que fue maltratado en la mayoría de los casos. A la edad de dieciséis años, Martinson se alista en un barco y pasa seis años navegando. Tras trabajar en diecinueve barcos y vivir períodos en Sudamérica y la India, en 1927 se instala finalmente en Suecia, después de contraer una tuberculosis, afección muy común entre los fogoneros.
En 1929 se casa con la famosa novelista sueca de temas proletarios Moa Martinson, catorce años mayor que él. En este mismo año publica su primer libro Spökskepp (Barco fantasma), un libro en el que abundan los poemas sobre el mar, inflluenciado por The Seven Seas (Los siete mares, 1896) de Rudyard Kipling y los trabajos de Dan Anderson. En 1930 publica 5 unga (Cinco jóvenes) y un año más tarde Nomad (Nómada), obra con la que se consagra como poeta. En 1932 publica Resor utan mål (Viales sin rumbo) y Kap Farväl, dos libros en prosa en los que Martinson reflejará su experiencia marinera. En 1935 sale a luz su obra autobiográfica Nässlorna blomma (Las ortigas florecen), en la que describe, de forma poética, la desgraciada infancia de su alter ego, Martin, llena de soledad, tristeza, desilusión, trabajo y pobreza. Posteriormente publica Vägen ut (El camino de la libertad), continuación de Las ortigas florecen en la que narra sus vivencias en el mar. En 1937 escribe Lotsen från Moluckas (El piloto de las Molucas), una pieza para el teatro radiofónico que trata sobre la primera vuelta al mundo de Sebastián Elcano. La versión radiofónica de la pieza fue dirigida por uno de los directores más importantes del teatro sueco, Alf Sjöberg.
Cuando en 1939 estalla la guerra ruso-finlandesa, Martinson toma partido por el país nórdico invadido y, en compañía de su amigo Eyvind Johnson -con el que treinta y cinco años más tarde compartirá el Premio Nobel de Literatura- pone en marcha una campaña para conseguir voluntarios suecos que luchen al lado de los finlandeses. Una vez finalizada la guerra, en 1940 publica Verklighet till döds (Realidad a muerte), en la que describe sus impresiones negativas tras asistir al Congreso de Escritores de Moscú en 1934 y su experiencia y postura crítica en la guerra ruso-finlandesa. En 1940 se divorcia oficialmente de Moa y en 1942 se casa de nuevo con Ingrid Lindcrantz. Entre 1942 y 1945, en plena guerra mundial escribe los libros Passad (Vientos alisios, publicado en 1945), libro de poemas dedicado su mujer Ingrid, y Vägen till Klockrike (El camino de Klockrike, publicado en 1948), que presenta la Suecia de los vagabundos que conoció en las décadas de 1920 y 1930. Este libro tuvo una gran aceptación popular y en 1949 Martinson es elegido como miembro ilustre de la Academia Sueca, convirtiéndose en el primer escritor de origen proletario miembro de esta institución.
En 1953 se publica Cikada (Cigarra) influenciada por el bajo estado de ánimo del autor tras el estallido de la primera bomba atómica en la ciudad japonesa de Hiroshima. En este libro hay un ciclo de poemas que serán el origen de su gran epopeya lírica Aniara (1956), obra por la que más se conoce a Martinson fuera de Suecia y que aborda sin esperanzas la carrera armamentista y el vertiginoso desarrollo técnico. Este poema está compuesto por un ciclo de 103 poemas sobre el viaje de una nave espacial gigantesca con 8000 humanos a bordo, que escapan de una Tierra destruida por una explosión nuclear y que queda eternamente perdida en el espacio. Aniara también ganó fama internacional al convertirse más tarde en el libreto de una ópera de Karl-Birger Blomdahl. En 1954 recibió el doctorado "Honoris Causa" en la Universidad de Gotemburgo.
En las dos colecciones de poemas, Gräsen i Thule (Las hierbas de tule, 1958) y Vagnen (El coche, 1960), abundan los poemas sobre la naturaleza y el malestar creciente del autor sobre el potencial destructivo de la tecnología. En estos libros también aparecen numerosos consejos sobre el arte de vivir. Después de la publicación de este último libro Martinson deja de escribir durante diez años.
En la década de 1960 se estrena su pieza teatral Tre knivar från Wei (Tres cuchillos de Wei) en el Teatro Real Dramático de Estocolmo, bajo la dirección de Ingmar Bergman. Esta obra se desarrolla en una prisión para mujeres nobles, situada en la frontera de China. En 1971 se publica Dikter om ljus och mörker (Poemas sobre luz y oscuridad), y dos años después Tuvor (Matorrales), una colección de poemas sobre la Naturaleza, especialmente sobre los abetos, el árbol favorito de Martinson.
Sus últimos años estuvieron sombreados por las críticas de las jóvenes generaciones izquierdistas. Los ataques de Olof Lagercrantz, Sven Delblanc, y Karl Vennberg provocaron una gran depresión en el escritor que tuvo que ser hospitalizado. El escritor compartió en 1974 el Premio Nobel de Literatura con su compatriota Eyvind Johnson «por una obra poética capaz de abarcar desde una gota de rocío a todo el universo». Sin embargo, este premio no consiguió aliviar su tristeza e intentó suicidarse. Después de su divorcio y su nuevo matrimonio, Martinson pasó la mayor parte de su vida en Gnesta, donde murió el 11 de febrero de 1978.